# Pablo Bretos Peralta
Francisco Pablo Bretos Peralta (Pamplona, 17 de marzo de 1962) es un profesor español diplomado en Magisterio y licenciado en Psicopedagogía que actualmente ejerce los como profesor asociado de la Universidad Pública de Navarra y es el actual presidente de la Federación Navarra de Baloncesto entre otras funciones profesionales.

## Biografía[1]
Francisco Pablo Bretos Peralta nació en Pamplona el 17 de marzo de 1962. Está diplomado en Magisterio por la Universidad Pública de Navarra y licenciado en Psicopedagogía por la Universidad Nacional de Educación a Distancia.
Profesionalmente ha trabajado como educador social de Mancomunidad de Servicios Sociales de Cadreita, Milagro, Valtierra, Arguedas y Villafranca desde el año 1987 hasta 2008, siendo en la actualidad el responsable de los Centros de Servicios Sociales (Área de Bienestar Social e Igualdad) de Ayuntamiento de Pamplona desde 2008.
En el mundo del baloncesto navarro, ha sido presidente Colegio de Árbitros de Baloncesto de Navarra (1988-91), coordinador del Club Deportivo Alesves de Villafranca (2003-2008), entrenador del Club Deportivo Ursulinas de Pamplona (2008-2012), entrenador del club Gazte Berriak de Ansoáin (2015 - a la actualidad) y presidente de la Federación Navarra de Baloncesto desde 2013.
Desde el año 2006, ejerce su labor docente como profesor asociado en el Departamento de Trabajo Social de la Universidad Publica de Navarra, en donde además, lleva a trabajos de investigación y ha realizado diversas ponencias y publicaciones.